# Eragrostis gangetica
Eragrostis gangetica är en gräsart som först beskrevs av William Roxburgh, och fick sitt nu gällande namn av Ernst Gottlieb von Steudel. Eragrostis gangetica ingår i släktet kärleksgrässläktet, och familjen gräs. Inga underarter finns listade i Catalogue of Life.